# 도펠겡어

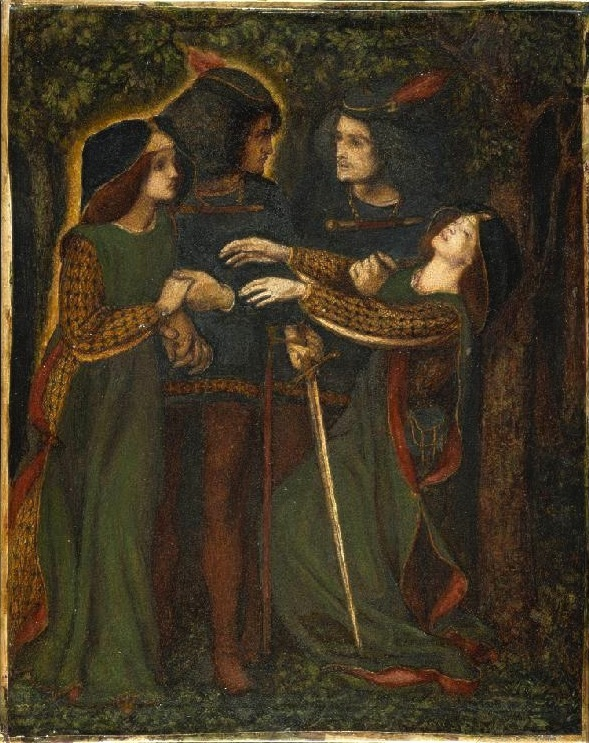
단테이 게이브리얼 로세티, 1864년 수채화 작품 "그들이 그들 자신과 어떻게 만났는가"(How They Met Themselves)

도펠겡어(독일어: Doppelgänger 도펠겡거[*])는 나 자신과 똑같이 생긴 생물체를 뜻한다.

## 용어
도플겡어(doppelgänger)라는 낱말은 독일어 Doppelgänger에서 온 외래어로서, 둘을 뜻하는 Doppel과 걷는 사람을 뜻하는 Gänger으로 구성된다. 독일어에서는 단수와 복수가 형태가 모두 같지만 영어에서는 일반적으로 복수 형태인 "doppelgängers"를 사용한다. 장 파울이 그의 1796년 소설 지벤케스(Siebenkäs)에 처음 사용하였으며 새로 만들어낸 신조어임을 주석에 표기해 놓았다.

## 등장
- 신비아파트: 고스트볼 더블X 6개의 예언: 6화 도플갱어 편
- 신비아파트:하리의 세상엔 나쁜악귀는 없다.: 2화 도플갱어 사연 편
- 화이트데이: 학교라는 이름의 미궁(2015년 비디오 게임): 무용실 거울 귀신(도플갱어)

## 같이 보기
- 또 다른 자아
- 카그라스 증후군
- 복제 (생물학)
- 다중 우주론
- 파레이돌리아
- 변신
- 쌍둥이